# Ryszard Zajczyk
Ryszard Zajczyk (ur. 24 grudnia 1953 w Sokółce) – polski profesor dr hab. inż., specjalista ds. elektroenergetyki. Prodziekan ds. kształcenia Wydziału Elektrotechniki i Automatyki Politechniki Gdańskiej (kadencja 2002–2005), kierownik Katedry Elektroenergetyki WEiA PG w latach 2001–2019.

## Życiorys
Urodził się 24 grudnia 1953 roku w Sokółce, syn Stanisława i Teresy z domu Maliszewskiej. Ma siostrę Małgorzatę (ur. 1955). 
W 1968 roku ukończył Szkołę Podstawową nr 1 w Sokółce. W latach 1968–1973 uczęszczał do Technikum Elektrycznego w Białymstoku. W latach 1973–1978 studiował na Wydziale Elektrycznym Politechniki Gdańskiej. 
Magisterium uzyskał na podstawie pracy pt. Analiza własności dynamicznych turbogeneratorów dużej mocy ze wzbudnicą prądu przemiennego i wirującym prostownikiem wzbudzenia. Opiekunami pracy byli: prof. dr hab. inż. Andrzej Grabowski oraz prof. mgr inż. Włodzimierz Hellmann. 
Stopień doktora nauk technicznych uzyskał na Wydziale Elektrycznym Politechniki Gdańskiej w 1988 roku w oparciu o rozprawę Analiza wpływu ograniczników układu regulacji napięcia na właściwości generatora synchronicznego w systemie elektro-energetycznym. Promotorem rozprawy był prof. dr hab. inż. Zbigniew Szczerba, recenzentami byli prof. dr hab. inż. Jan Machowski oraz czechosłowacki prof. ing. Zdenek Trojanek z Pragi. 
Habilitował się w 1997 na tym samym wydziale na podstawie pracy zatytułowanej Sterowanie pracą elektroenergetycznego węzła wytwórczego w stanach nieustalonych. Recenzentami rozprawy habilitacyjnej byli: prof. dr hab. inż. Jan Machowski, prof. dr hab. inż. Zbigniew Szczerba oraz prof. dr hab. inż. Andrzej Wiszniewski. W 2004 otrzymał tytuł naukowy profesora w dziedzinie nauk technicznych – dyscyplina elektrotechnika.

## Kariera zawodowa
Karierę zawodową rozpoczął w Instytucie Automatyki Systemów Energetycznych - IASE o/Gdańsk w 1978 roku. Pracował w IASE do 1983 roku, zajmując kolejno stanowiska: inżyniera, asystenta i starszego asystenta. Brał udział w pracach uruchomieniowych między innymi układów wzbudzenia i regulacji napięcia bloku 500 MW w elektrowni Kozienice oraz układów rozruchu hydrogeneratorów w ESP Żarnowiec.
W roku 1983 rozpoczął pracę na Wydziale Elektrycznym Politechniki Gdańskiej, gdzie w latach 1983–2004 przeszedł przez wszystkie szczeble kariery naukowej uzyskując w 2004 roku tytuł naukowy profesora.
Specjalizuje się w analizie systemów elektroenergetycznych w różnych stanach ich pracy, szczególnie w stanach nieustalonych i awaryjnych ze szczególnym uwzględnieniem wpływu procesów regulacyjnych napięcia i mocy biernej oraz procesów regulacyjnych mocy czynnej i częstotliwości na pracę tychże. Zajmuje się zagadnieniami szeroko rozumianego bezpieczeństwa elektroenergetycznego systemów oraz modelami i modelowaniem różnych stanów pracy systemów elektroenergetycznych.
Jest autorem lub współautorem kilku książek oraz kilkudziesięciu artykułów w czasopismach i materiałach konferencyjnych polskich i zagranicznych, a także stu kilkudziesięciu ekspertyz i raportów dla jednostek energetyki. 
W latach 2000–2001 był kierownikiem Katedry Elektrowni i Gospodarki Energetycznej a po jej połączeniu z Katedrą Systemów Elektroenergetycznych, a od 2001 roku kierownikiem powstałej Katedry Elektroenergetyki. Funkcję tę pełnił do końca roku 2019. W latach 2002–2005 był Prodziekanem ds. Kształcenia na Wydziale Elektrotechniki i Automatyki Politechniki Gdańskiej.
Jest członkiem Sekcji Systemów Elektroenergetycznych Komitetu Elektrotechniki Polskiej Akademii Nauk

## Odznaczenia
- Srebrny Krzyż Zasługi (1997)[8]
- Złoty Krzyż Zasługi (2002)[9]

## Życie prywatne
Jest w związku małżeńskim z Ewą Teresą Zajczyk (z d. Brudek), ma dwie córki: Magdalenę (1981) i Annę (1983).